# Argenti di Paternò
Per argenti di Paternò si intende una serie di sette manufatti in argento, rinvenuti a Paternò nel 1909 sono attualmente conservati presso il Pergamonmuseum di Berlino. 

## Storia
Il tesoro fu trovato casualmente da una contadina nei pressi della Rocca normanna e consisteva in principio in 9 o 10 pezzi. Gli argenti furono, quindi, venduti per pochi soldi a due ricettatori catanesi, tali Antonio Capitano e Silvio Sboto, che lo smembrarono, cosicché la parte maggiore finì a Napoli e fu acquistata ai commercianti parigini Cesare ed Ercole Canessa. Costoro fecero restaurare gli argenti dal restauratore Alfred André, e nel 1911 a Parigi vendettero il primo dei sette pezzi a Robert Zahn, allora conservatore dell'antiquarium dei Musei reali di Berlino. Nel 1913 e nel 1914, i rimanenti sei pezzi vennero in possesso dell'Antiquarium come donazione della ricca famiglia berlinese Von Siemens, che li aveva acquistati dallo stesso Zahn. Lo Zahn nel suo testo dette una datazione incerta tra il IV e III secolo a.C. ed attribuì gli argenti all'oreficeria tarantina, ma di quest'attribuzione non dette alcuna prova. Sull'onda di tale riferimento gli argenti vennero dal Wuilleumier attribuiti a Taranto "con molta verosimiglianza anche se l'autore, cioè Zahn, non giustifica"; nell'onda del pantarantinismo che caratterizza tutta l'opera di Wuilleumier gli argenti vennero considerati tarantini senza alcun riferimento critico che non fossero le analogie con decorazioni ceramiche dei vasi apuli; né riguardo alla cronologia, né in ordine al problema del luogo di produzione. Recentemente la pisside a forma di conchiglia munita di cerniera ed anello e decorata all'esterno con polipo è stata attribuita piuttosto alla toreutica d'ispirazione alessandrina databile al III secolo a.C.Trattasi di contenitori rientranti nell'artigianato toreutico di lusso nell'ambito della cosmesi e sacri ad Afrodite. Addirittura, tra il 1912 e 1915, Paolo Orsi (che non comprese appieno l'importanza storico-archeologica del Colle di Paternò) diede notizia del fatto che, oltre al tesoro di argenterie, sulla stessa collina furono trovati due tesoretti monetali: il primo, in parte disperso, del V secolo a.C., il secondo di età romano-repubblicana 

## Catalogo dei pezzi
1. Pisside a rocchetto con manico
2. Pisside a conchiglia
3. Bicchiere con baccellature
4. Kylix
5. Kylix
6. Kylix
7. Phiale chrysomphalos